# Aleksandar Popović (Fußballspieler)
Aleksandar Popović (* 2. November 1983) ist ein ehemaliger serbischer Fußballspieler. Er wurde in Österreich geboren, legte aber die österreichische Staatsbürgerschaft ab und nahm die serbische an.

## Karriere
Popovic begann seine Karriere in seiner Heimat Kärnten bei den BSV Juniors, der zweiten Mannschaft des FC Kärnten. 2003 wechselte er nach Slowenien zum NK Bezigrad, von wo er zum FK Vojvodina Novi Sad nach Serbien wechselte. Popovic kam dort auf Anhieb in die erste Mannschaft und ist seit der Saison 2008/09 Kapitän des serbischen Erstligisten. Im Jahr 2009 erreichte er mit seiner Mannschaft die Vizemeisterschaft. Anschließend wechselte er zu AO Kavala in die griechische Super League. Dort kam er nur auf wenige Kurzeinsätze und beendete im Jahr 2010 seine Laufbahn.